# Hedbjörnmossa
Hedbjörnmossa (Polytrichum hyperboreum) är en bladmossart som beskrevs av R. Brown 1823. Enligt Catalogue of Life ingår Hedbjörnmossa i släktet björnmossor och familjen Polytrichaceae, men enligt Dyntaxa är tillhörigheten istället släktet björnmossor och familjen Polytrichaceae. Arten är reproducerande i Sverige. Inga underarter finns listade i Catalogue of Life.